# Jorge Ferreira da Silva
Jorge Ferreira da Silva (Carangola, Minas Gerais, 14 de diciembre de 1967), más conocido como Palhinha, es un exfutbolista brasileño. Jugaba como mediapunta y fue internacional por la Selección de Brasil.
Debutó como profesional en las filas del América Mineiro y de allí pasó al São Paulo Futebol Clube, donde despuntó al convertirse en el máximo goleador de la Copa Libertadores 1992 con siete tantos. A lo largo de su carrera ha jugado en 18 clubes y ha ganado tres copas Libertadores y dos copas Intercontinentales, entre otros títulos.

## Trayectoria
Jorge Ferreira nació el 14 de diciembre de 1967 y comenzó a jugar al fútbol en pequeños equipos de Belo Horizonte. Con 18 años fichó por el América Mineiro, en el que estuvo cuatro temporadas. A comienzos de 1992 fue cedido al São Paulo Futebol Clube por seis meses para disputar la Copa Libertadores y contribuyó a que se proclamara campeón con siete anotaciones, que le valieron el título de máximo goleador. Al final, fue fichado por la entidad paulista y permaneció allí hasta 1995.
En su etapa de São Paulo, Palhinha ganó el Campeonato Paulista de 1992, dos copas Libertadores y dos Intercontinentales (1992) y 1993), dos recopas sudamericanas (1993 y 1994) y la supercopa de la Libertadores de 1993. Además, formó parte de una de las plantillas más importantes, a las órdenes de Telê Santana y con jugadores como Raí, Cafú, Zetti y Guilherme. En su última temporada pasó a ser suplente, así que en 1996 fichó por el Cruzeiro Esporte Clube y a pesar de sufrir una grave lesión, se recuperó y contribuyó en la consecución de la Copa Libertadores 1997, la tercera en su carrera.
En 1997, con 29 años, dio el salto al fútbol europeo y fichó por el R. C. D. Mallorca, un recién ascendido a la Primera División española. El club balear pagó 1000 millones de pesetas en lo que fue el fichaje más caro de su historia. Sin embargo, el rendimiento del brasileño fue muy inferior al esperado y solo estuvo allí cuatro meses. Al principio de la temporada llegó en mal estado de forma y sufrió continuos problemas físicos que le dejaron fuera de la convocatoria, hasta que perdió su puesto frente a un prometedor Juan Carlos Valerón. En enero de 1998 fue traspasado al Flamengo y poco después se marchó al Grêmio de Porto Alegre, donde permaneció hasta 1999.
Llegado ya a la treintena, Palhinha regresó al América Mineiro, aunque allí estuvo poco tiempo. Entre 2000 y 2001 jugó en clubes de fútbol peruano como el Sporting Cristal y el Alianza Lima, y en 2003 probó suerte en los Emiratos Árabes Unidos. A partir de ahí, formó parte de modestos clubes brasileños hasta que en 2006 se retiró en el Associação Desportiva Guarulhos, a los 39 años. 
Después de colgar las botas inició una carrera como representante de futbolistas, sin demasiado éxito. Después ha tenido negocios empresariales, como una clínica de estética en São Paulo, y actualmente reside en Estados Unidos.

## Selección nacional
Palhinha fue internacional con la selección de fútbol de Brasil en 16 encuentros, en los que anotó cinco goles. Su debut oficial fue el 1 de agosto de 1992, en un partido amistoso frente México en el Memorial Coliseum de Los Ángeles (Estados Unidos), mientras que su primer gol lo marcó ante Chile el 21 de junio de 1993. Todas sus convocatorias tuvieron lugar cuando estaba en el São Paulo.
Disputó algunos encuentros de la fase clasificatoria de la Conmebol rumbo a la Copa Mundial de Estados Unidos.

### Goles en la Selección
| Resultados | Resultados | Resultados | Resultados | Lugar          | Estadio                               | Fecha                   | Tipo                   | Gol(es) |
| ---------- | ---------- | ---------- | ---------- | -------------- | ------------------------------------- | ----------------------- | ---------------------- | ------- |
| Brasil     | 2          | 3          | Chile      | Cuenca         | Estadio Alejandro Serrano Aguilar     | 21 de junio de 1993     | Copa América 1993      | 1 gol   |
| Brasil     | 3          | 0          | Paraguay   | Cuenca         | Estadio Alejandro Serrano Aguilar     | 24 de junio de 1993     | Copa América 1993      | 2 goles |
| Brasil     | 5          | 1          | Venezuela  | San Cristóbal  | Estadio Polideportivo de Pueblo Nuevo | 1 de agosto de 1993     | Eliminatorias USA 1994 | 1 gol   |
| Brasil     | 4          | 0          | Venezuela  | Belo Horizonte | Estadio Mineirão                      | 5 de septiembre de 1993 | Eliminatorias USA 1994 | 1 gol   |

## Clubes

### Estadísticas
| Club             | País   | Año       | Part. | Goles | Prom. |
| ---------------- | ------ | --------- | ----- | ----- | ----- |
| América Mineiro  | Brasil | 1988-1991 | 26    | 12    | 0,56  |
| São Paulo        | Brasil | 1992-1995 | 232   | 71    | 0,30  |
| Cruzeiro         | Brasil | 1996-1997 | 69    | 21    | 0,30  |
| RCD Mallorca     | España | 1997      | 10    | 1     | 0,10  |
| C.R. Flamengo    | Brasil | 1998      | 18    | 2     | 0,11  |
| Grêmio           | Brasil | 1998-1999 | 25    | 3     | 0,12  |
| Botafogo-SP      | Brasil | 1999      | 11    | 4     | 0,36  |
| América Mineiro  | Brasil | 1999      | 14    | 4     | 0,31  |
| Sporting Cristal | Perú   | 2000      | 22    | 5     | 0,23  |
| Alianza Lima     | Perú   | 2000-2001 | 24    | 10    | 0,41  |
| Vasco da Gama    | Brasil | 2001      | 9     | 2     | 0,22  |
| Marília          | Brasil | 2002      | 5     | 1     | 1,00  |
| América Mineiro  | Brasil | 2002-2003 | 36    | 13    | 0,36  |
| Bandeirante      | Brasil | 2003      | 4     | 1     | 0,25  |
| Uberlandia       | Brasil | 2004      | 19    | 6     | 0,31  |
| Chapecoense      | Brasil | 2005      | 7     | 1     | 0,14  |
| Total carrera    |        |           | 502   | 150   | 0,31  |

## Palmarés

### Torneos regionales
| Título              | Club      | Región             | Año  |
| ------------------- | --------- | ------------------ | ---- |
| Campeonato Paulista | São Paulo | São Paulo          | 1992 |
| Campeonato Mineiro  | Cruzeiro  | Minas Gerais       | 1996 |
| Campeonato Mineiro  | Cruzeiro  | Minas Gerais       | 1997 |
| Campeonato Gaúcho   | Grêmio    | Río Grande del Sur | 1999 |

### Torneos nacionales
| Título         | Club         | País   | Año  |
| -------------- | ------------ | ------ | ---- |
| Copa de Brasil | Cruzeiro     | Brasil | 1996 |
| Liga de Perú   | Alianza Lima | Perú   | 2001 |

### Torneos internacionales
| Título                 | Club      | Sede           | Año  |
| ---------------------- | --------- | -------------- | ---- |
| Copa Libertadores      | São Paulo | São Paulo      | 1992 |
| Copa Intercontinental  | São Paulo | Tokio          | 1992 |
| Copa Libertadores      | São Paulo | Santiago       | 1993 |
| Recopa Sudamericana    | São Paulo | Belo Horizonte | 1993 |
| Supercopa Sudamericana | São Paulo | São Paulo      | 1993 |
| Copa Intercontinental  | São Paulo | Tokio          | 1993 |
| Recopa Sudamericana    | São Paulo | Kōbe           | 1994 |
| Copa Conmebol          | São Paulo | Montevideo     | 1994 |
| Copa Libertadores      | Cruzeiro  | Belo Horizonte | 1997 |

### Distinciones individuales
| Distinción                                        | Año  |
| ------------------------------------------------- | ---- |
| Máximo goleador de la Copa Libertadores (7 goles) | 1992 |